# مارسيا كرامر
مارسيا كرامر (بالإنجليزية: Marcia Kramer)‏ هي صحفية أمريكية، ولدت في 30 ديسمبر 1948 في الولايات المتحدة.

## وصلات خارجية
- مارسيا كرامر على موقع IMDb (الإنجليزية)